# Mniadelphus nanus
Mniadelphus nanus là một loài Rêu trong họ Hookeriaceae. Loài này được (Dozy & Molk.) A. Jaeger mô tả khoa học đầu tiên năm 1877.